# Freixiel
Freixiel is een plaats (freguesia) in de Portugese gemeente Vila Flor en telt 821 inwoners (2001).